# On Every Street
On Every Street (engl. für: ‚Auf jeder Straße‘) ist das sechste und letzte Studioalbum der britischen Rockband Dire Straits. Es erschien im September 1991.

## Hintergrund
Sechs Jahre nach dem erfolgreichen Album Brothers in Arms brachten Dire Straits ihr letztes Studioalbum heraus. Es ist ein Album, das vom Klang eher wieder zurück zu den Wurzeln geht, jedoch auch stark den Einfluss Mark Knopflers widerspiegelt, der zu dieser Zeit bereits als Solokünstler aktiv war. So sind beispielsweise die Titel Iron Hand oder How Long stimmorientiert und ohne lange instrumentale Passagen, ähnlich wie in der Popmusik. 
Dennoch enthält das Album spätere Klassiker wie Calling Elvis, Iron Hand (das die Gewalt zwischen Polizisten und Protestlern des britischen Bergarbeiterstreiks 1984/1985 handelt) oder Heavy Fuel, die bei der folgenden Tournee live dargeboten wurden. Als Synthese der beiden beschriebenen Stilrichtungen des Albums kann das Lied On Every Street gesehen werden: Es beginnt mit einem starken Gesangspart Mark Knopflers, ab der Hälfte jedoch treten die instrumentalen Fähigkeiten der Band in den Vordergrund.
Zwei Jahre später erschien als Resultat der letzten großen Welttournee der Dire Straits das Livealbum On the Night. Danach wurde es ruhig um die Band, eine offizielle Auflösung fand jedoch nie statt.

## Titelliste
Alle Stücke sind von Mark Knopfler geschrieben.
1. Calling Elvis – 6:26
2. On Every Street – 5:04
3. When It Comes to You – 5:01
4. Fade to Black – 3:50
5. The Bug – 4:16
6. You and Your Friend – 5:59
7. Heavy Fuel – 4:56
8. Iron Hand – 3:09
9. Ticket to Heaven – 4:25
10. My Parties – 5:33
11. Planet of New Orleans – 7:48
12. How Long – 3:49

Bonustracks (Limited Edition)
1. Millionaire Blues – 4:22
2. Kingdom Come – 4:15

## Musiker

### Band
- Gesang, Gitarre: Mark Knopfler
- Keyboard: Alan Clark
- Gitarre, Keyboard, Gesang: Guy Fletcher
- Bass: John Illsley

### Zusätzliche Musiker
- Perkussion: Danny Cummings
- Pedal-Steel-Gitarre: Paul Franklin
- Gitarre, Hintergrundgesang: Vince Gill
- Dirigent: George Martin
- Perkussion, Schlagzeug: Manu Katché (nur auf Heavy Fuel und Planet of New Orleans)
- Gitarre: George Martin
- Gitarre: Phil Palmer
- Schlagzeug, Perkussion: Jeff Porcaro
- Flöte, Saxophon: Chris White

## Kommerzieller Erfolg

### Chartplatzierungen

#### Album
| ChartsChartplatzierungen       | Höchstplatzierung | Wochen |
| ------------------------------ | ----------------- | ------ |
| Deutschland (GfK)              | 1 (37 Wo.)        | 37     |
| Österreich (Ö3)                | 1 (21 Wo.)        | 21     |
| Schweiz (IFPI)                 | 1 (25 Wo.)        | 25     |
| Vereinigte Staaten (Billboard) | 12 (32 Wo.)       | 32     |
| Vereinigtes Königreich (OCC)   | 1 (36 Wo.)        | 36     |

| ChartsJahrescharts (1991) | Platzierung |
| ------------------------- | ----------- |
| Deutschland (GfK)         | 12          |
| Österreich (Ö3)           | 15          |
| Schweiz (IFPI)            | 36          |

| ChartsJahrescharts (1992) | Platzierung |
| ------------------------- | ----------- |
| Deutschland (GfK)         | 39          |

#### Singles
| Jahr | Titel           | Höchstplatzierung, Gesamtwochen, AuszeichnungChartplatzierungen (Jahr, Titel, , Platzierungen, Wochen, Auszeichnungen, Anmerkungen) | Höchstplatzierung, Gesamtwochen, AuszeichnungChartplatzierungen (Jahr, Titel, , Platzierungen, Wochen, Auszeichnungen, Anmerkungen) | Höchstplatzierung, Gesamtwochen, AuszeichnungChartplatzierungen (Jahr, Titel, , Platzierungen, Wochen, Auszeichnungen, Anmerkungen) | Höchstplatzierung, Gesamtwochen, AuszeichnungChartplatzierungen (Jahr, Titel, , Platzierungen, Wochen, Auszeichnungen, Anmerkungen) | Anmerkungen                           |
| Jahr | Titel           | DE | AT | CH | UK | Anmerkungen                           |
| ---- | --------------- | --- | --- | --- | --- | ------------------------------------- |
| 1991 | Calling Elvis   | DE8 (18 Wo.)DE | AT8 (10 Wo.)AT | CH2 (13 Wo.)CH | UK21 (4 Wo.)UK | Erstveröffentlichung: 19. August 1991 |
| 1991 | Heavy Fuel      | DE48 (13 Wo.)DE | — | — | UK55 (2 Wo.)UK | Erstveröffentlichung: Oktober 1991    |
| 1992 | On Every Street | — | — | — | UK42 (2 Wo.)UK | Erstveröffentlichung: Februar 1992    |
| 1992 | The Bug         | DE52 (10 Wo.)DE | — | — | UK67 (1 Wo.)UK | Erstveröffentlichung: 15. Juni 1992   |

### Auszeichnungen für Musikverkäufe
| Land/Region                  | Auszeichnungen für Musikverkäufe (Land/Region, Auszeichnung, Verkäufe) | Verkäufe    |
| ---------------------------- | ---------------------------------------------------------------------- | ----------- |
| Australien (ARIA)            | 2× Platin                                                              | 140.000     |
| Belgien (BRMA)               | Platin                                                                 | 50.000      |
| Dänemark (IFPI)              | Platin                                                                 | 80.000      |
| Deutschland (BVMI)           | Platin                                                                 | 500.000     |
| Europa (IFPI)                | 2× Platin                                                              | (2.000.000) |
| Finnland (IFPI)              | Platin                                                                 | 90.664      |
| Frankreich (SNEP)            | Diamant                                                                | 1.000.000   |
| Hongkong (IFPI/HKRIA)        | 2× Platin                                                              | 40.000      |
| Irland (IRMA)                | Platin                                                                 | 15.000      |
| Italien (FIMI)               | 2× Platin                                                              | 200.000     |
| Kanada (MC)                  | 2× Platin                                                              | 200.000     |
| Malaysia (RIM)               | 2× Platin                                                              | 100.000     |
| Neuseeland (RMNZ)            | 2× Platin                                                              | 30.000      |
| Niederlande (NVPI)           | 2× Platin                                                              | 200.000     |
| Norwegen (IFPI)              | Platin                                                                 | 100.000     |
| Österreich (IFPI)            | Platin                                                                 | 50.000      |
| Portugal (AFP)               | Platin                                                                 | 40.000      |
| Schweden (IFPI)              | 2× Platin                                                              | 200.000     |
| Schweiz (IFPI)               | 4× Platin                                                              | 200.000     |
| Spanien (Promusicae)         | 4× Platin                                                              | 400.000     |
| Südafrika (RISA)             | 2× Platin                                                              | 100.000     |
| Vereinigte Staaten (RIAA)    | Platin                                                                 | 1.000.000   |
| Vereinigtes Königreich (BPI) | 2× Platin                                                              | 600.000     |
| Insgesamt                    | 38× Platin · 1× Diamant ·                                              | 5.265.664   |

Hauptartikel: Dire Straits/Auszeichnungen für Musikverkäufe